# Coprosma rugosa
Coprosma rugosa là một loài thực vật có hoa trong họ Thiến thảo. Loài này được Cheeseman mô tả khoa học đầu tiên năm 1906.